# Idiocerus maricensis
Idiocerus maricensis är en insektsart som beskrevs av Caldwell 1952 . Idiocerus maricensis ingår i släktet Idiocerus och familjen dvärgstritar. Inga underarter finns listade i Catalogue of Life.